# 마쓰다이라 다케히로
마츠다이라 타케히로(일본어: 松平 武寛 まつだいら たけひろ[*])는 에도 시대 중기의 다이묘이다. 코즈케국 타테바야시번 2대 번주이다. 관위는 종5위하 주계두(主計頭), 우근위장감(右近衛将監)이다. 오치 마츠다이라가 4대 당주이다.

## 생애
호레키 4년 (1754년) 10월 7일, 선대 번주 마츠다이라 타케치카의 4남으로 태어났다. 위의 형 3명이 요절함에 따라, 적자가 되어 메이와 5년 (1768년)에 주계 담당을 맡았다. 안에이 8년 (1779년), 아버지의 사망으로 가독을 이어, 우근장감(右近将監)을 맡았다. 안에이 9년 (1780년), 소샤반을 맡았다. 덴메이 3년 (1783년), 덴메이 대기근으로 큰 피해를 입었기 때문에, 구제에 힘씀과 동시에 90세 이상의 고령자에게 쌀을 주는 등의 일을 하였다.
덴메이 4년 (1783년) 3월 26일, 31세의 나이로 사망했다. 가독은 장남 나리아츠가 이었다.

## 가계
- 아버지 : 마츠다이라 타케치카
- 어머니 : 이시이씨
- 정실 : 마츠다이라 요리타카의 딸
  - 장남 : 마츠다이라 나리아츠
- 생모 미상의 자녀
  - 딸 : 마츠다이라 노리토모의 정실
  - 딸 : 이노우에 마사모토의 계실